# Orlík tmavoprsý
Orlík tmavoprsý (Circaetus pectoralis) je velký dravec z čeledi jestřábovitých. Dorůstá 63–71 cm, je převážně černý s bílou spodinou těla a spodní stranou křídel a žlutýma očima. Obě pohlaví jsou si velmi podobná, samice jsou pouze o něco větší. Mladí ptáci jsou pak celkově hnědší. Vyskytuje se v celé řadě biotopů, obecně však vyhledává otevřené krajiny s řídkým porostem stromů. Jeho areál rozšíření přitom sahá od Etiopie a Súdánu jižně až po Jihoafrickou republiku a jihozápadně po Angolu. Loví převážně hady, ale také ještěrky, malé savce a žáby. V každé snůšce je jediné vejce, na kterém sedí zhruba 50 dnů. Mládě pak hnízdo opouští po 3 měsících.